# Harmen Jonkman
Harmen Jonkman (* 30. Mai 1975 in Beverwijk) ist ein niederländischer Schach-Großmeister.

## Leben
1991 wurde Jonkman Jugendmeister U16 der Niederlande. 1995 errang er einen ersten internationalen Erfolg mit dem zweiten Platz hinter Stefan Löffler beim Sonnevanck-B-Turnier in Wijk aan Zee. Im selben Jahr gewann Jonkman in Gausdal die NATO-Meisterschaft. 1998 siegte er (gemeinsam mit Mychajlo Holubjew) in Chemnitz, 2000 wurde er Sieger in Soest, 2001 wurde er Dritter (hinter Andrij Maksymenko und Vitali Golod, aber vor unter anderem Oleh Romanyschyn, Andrij Wolokitin und Sachar Jefymenko) in Lwiw. Im Jahr 2002 verlieh ihm die FIDE den Großmeistertitel. 2003 wurde er beim stark besetzten B-Turnier des Aeroflot Opens in Moskau geteilter Zweiter, ebenso in Kairo im selben Jahr. 2004 wurde er Zweiter bei der Offenen Deutschen Juniorenmeisterschaft in Deizisau. 2005 teilte er Platz eins in Banyoles und wurde Zweiter hinter Nona Gaprindaschwili beim BDO Masters in Haarlem.
Jonkman, der 2007 seine Profikarriere beendete und in die IT-Branche ging, wurde lange Zeit von der niederländischen Schachlegende Theo van Scheltinga trainiert. In Deutschland war er Vereinsmitglied des SV Betzdorf-Kirchen.
In der niederländischen Meesterklasse (bis 1996 Hoofdklasse) spielte Jonkman in der Saison 1995/96 und von 2001 bis 2004 bei Rotterdam und von 2004 bis 2006 bei Hotels.nl Groningen. In der britischen Four Nations Chess League spielte er in der Saison 1999/2000 bei White Rose und von 2003 bis 2006 bei 3Cs, in der französischen Nationale I in der Saison 2001/02 beim Club de Orcher la Tour Gonfreville. In der belgischen Interclubs spielte Jonkman in der Saison 2003/04 für die zweite Mannschaft des KSK 47 Eynatten und in der Saison 2006/07 für Royal Namur Echecs.